# Соколенко Михайло Євгенович
Соколе́нко Миха́йло Євге́нович — працівник МВС України.
Охоронник взводу роти охорони спеціальний підрозділ міліції охорони «Титан», управління Державної служби охорони при Головному управлінні МВС України, Дніпропетровська область.
Працював у підрозділі кілька років, заохочувався за сумлінне ставлення до виконання своїх обов'язків.
Одружений, подружжя виховувало сина.
30 жовтня 2014-го вночі невідомі з гранатомета та автоматів обстріляли автомобіль інкасаторів, в якому заживо згоріли чотири людини — співробітники УДСО Ігор Кудеря, Михайло Соколенко, інкасатори банку Сторчак Роман та Шрам Віталій. По тому злочинці забрали гроші з сейфа та зникли в невідомому напрямі.

## Нагороди
За особисту мужність і героїзм, виявлені у захисті державного суверенітету та територіальної цілісності України, вірність військовій присязі нагороджений
- орденом За мужність III ступеня (19.12.2014, посмертно)